# En Avant de Guingamp 2017-2018 (femminile)
Questa voce raccoglie le informazioni riguardanti la squadra femminile dell'En Avant de Guingamp 2017-2018 nelle competizioni ufficiali della stagione 2017-2018.

## Divise e sponsor
La grafica riproponeva l'abbinamento cromatico basato sui colori sociali del club, rosso e nero, adottato dal Guingamp maschile. Main sponsor era Servagroupe.
| Casa | Trasferta | Terza divisa |

## Organigramma societario
Area tecnica
- Allenatore: Sarah M'Barek
- Vice allenatore:
- Preparatore dei portieri:
- Preparatore atletico:
- Medico sociale:
- Fisioterapista:
- Coordinatore:

## Rosa
Rosa, ruoli e numeri di maglia come da sito ufficiale, aggiornati al 7 ottobre 2017.
| N. |                    | Ruolo | Calciatrice       |
| -- | ------------------ | ----- | ----------------- |
| 1  | Francia (bandiera) | P     | Jade Lebastard    |
| 2  | Francia (bandiera) | C     | Inès Ou Mahi      |
| 3  | Francia (bandiera) | D     | Suzy Morin        |
| 4  | Francia (bandiera) | D     | Julie Debever     |
| 5  | Francia (bandiera) | D     | Charlotte Lorgeré |
| 6  | Francia (bandiera) | D     | Maëvane Drozo     |
| 7  | Francia (bandiera) | A     | Faustine Robert   |
| 8  | Francia (bandiera) | A     | Adelie Fourre     |
| 9  | Nigeria (bandiera) | A     | Desire Oparanozie |
| 10 | Francia (bandiera) | C     | Marine Pervier    |
| 11 | Francia (bandiera) | C     | Jeanne Dolain     |
| 12 | Francia (bandiera) | D     | Agathe Ollivier   |

| N. |                    | Ruolo | Calciatrice      |
| -- | ------------------ | ----- | ---------------- |
| 13 | Francia (bandiera) | C     | Luce Ndolo Ewelé |
| 15 | Camerun (bandiera) | D     | Claudine Tcheno  |
| 16 | Francia (bandiera) | P     | Solène Durand    |
| 17 | Francia (bandiera) | C     | Léa Le Garrec    |
| 18 | Francia (bandiera) | C     | Margaux Bueno    |
| 19 | Francia (bandiera) | A     | Louise Fleury    |
| 20 | Francia (bandiera) | A     | Léonie Le Moing  |
| 21 | Francia (bandiera) | D     | Océane Rogon     |
| 22 | Francia (bandiera) | D     | Elodie Dinglor   |
| 24 | Francia (bandiera) | C     | Ella Palis       |
| 25 | Francia (bandiera) | D     | Léa Abadou       |
| 30 | Francia (bandiera) | P     | Agathe Fauvel    |

## Calciomercato

### Sessione estiva
| Acquisti | Acquisti        | Acquisti    | Acquisti   |
| R.       | Nome            | da          | Modalità   |
| -------- | --------------- | ----------- | ---------- |
| P        | Solène Durand   | Montpellier | definitivo |
| D        | Claudine Tcheno | Arras       | definitivo |

| Cessioni | Cessioni        | Cessioni         | Cessioni   |
| R.       | Nome            | a                | Modalità   |
| -------- | --------------- | ---------------- | ---------- |
| P        | Maryne Gignoux  | Fleury           | definitivo |
| D        | Soazig Quéro    | La Roche-sur-Yon | definitivo |
| C        | Salma Amani     | Fleury           | definitivo |
| C        | Evelyn Nwabuoku | Rivers Angels    | definitivo |

### Sessione invernale
| Acquisti | Acquisti | Acquisti | Acquisti |
| R.       | Nome     | da       | Modalità |
| -------- | -------- | -------- | -------- |
|          |          |          |          |

| Cessioni | Cessioni         | Cessioni | Cessioni   |
| R.       | Nome             | a        | Modalità   |
| -------- | ---------------- | -------- | ---------- |
| A        | Luce Ndolo Ewelé | Grenoble | definitivo |

## Risultati

### Division 1

#### Girone di andata
| Marsiglia 3 settembre 2017, ore 15:00 CEST 1ª giornata | Olympique Marsiglia | 0 – 0 referto | Guingamp | Stadio Roger Lebert (289 spett.)\| Arbitro: \| Di Benedetto \| |
| Arbitro:                                               | Di Benedetto        |               |          |                                                                |

| Arbitro: | Bagrowski |

|  |           |                                                                            |
|  | Marcatori | 24’ Le Sommer 26’ Renard 38’ (rig.) Kumagai 59’ Ad. Hegerberg 80’ Marozsán |

| Arbitro: | Di Benedetto |

|             |           |            |
| Mabomba 86’ | Marcatori | 38’ Robert |

| Arbitro: | Victoria Beyer |

|  |           |                           |
|  | Marcatori | 29’ Katoto 41’, 69’ Delie |

| Arbitro: | Bartnik |

|                                  |           |                           |
| Le Garrec 90+4’ Oparanozie 90+6’ | Marcatori | 67’ Bourdieu 90+1’ Catala |

| Arbitro: | Bagrowski |

|           |           |  |
| Agard 31’ | Marcatori |  |

| Arbitro: | Dallongeville |

|  |           |               |
|  | Marcatori | 62’ Rodrigues |

| Arbitro: | Bartnik |

|           |           |                                     |
| Dumont 5’ | Marcatori | 84’ Oparanozie 87’ (aut.) Bourgouin |

| Arbitro: | Elbour |

|            |           |  |
| Robert 38’ | Marcatori |  |

| Arbitro: | Vanderstichel |

|                               |           |  |
| Rouzies 10’ (rig.) Cazeau 76’ | Marcatori |  |

| Arbitro: | Beyer |

|               |           |                                   |
| Le Garrec 27’ | Marcatori | 40’ Machart-Rabanne 70’ Fernandes |

#### Girone di ritorno
| Arbitro: | Di Benedetto |

|                                                  |           |  |
| Ad. Hegerberg 8’, 61’ Le Sommer 27’ Marozsán 66’ | Marcatori |  |

| Arbitro: | Soriano |

|                                     |           |            |
| Morin 62’ Oparanozie 64’ Robert 81’ | Marcatori | 70’ Noiran |

| Arbitro: | Maika Vanderstichel |

|                          |           |  |
| Périsset 36’ Hermoso 53’ | Marcatori |  |

| Arbitro: | Guillemin |

|             |           |                                |
| Lahmari 24’ | Marcatori | 27’, 89’ Oparanozie 59’ Fourré |

| Arbitro: | Soriano |

|                |           |                                          |
| Oparanozie 47’ | Marcatori | 53’ Torrecilla 63’ Toletti 69’ Jakobsson |

| Arbitro: | Di Benedetto |

|                |           |                     |
| Ali Nadjim 49’ | Marcatori | 67’ Pervier-Arragon |

| Arbitro: | Bagrowski |

|           |           |  |
| Béché 89’ | Marcatori |  |

| Arbitro: | Beyer |

|            |           |  |
| Lernon 83’ | Marcatori |  |

| Arbitro: | Di Benedetto |

|  |           |               |
|  | Marcatori | 58’ Mijatović |

| Arbitro: | Guillemin |

|                     |           |  |
| Machart-Rabanne 45’ | Marcatori |  |

| Arbitro: | Soriano |

|                     |           |  |
| Pervier-Arragon 52’ | Marcatori |  |

### Coppa di Francia
| Arbitro: | Valcke |

|  |           |                                                                                               |
|  | Marcatori | 7’, 57’, 77’ Robert 11’ Pervier-Arragon 50’ Abadou 72’ Oparanozie 73’, 87’ Fleury 89’ Ou Mahi |

| Arbitro: | Di Benedetto |

|                                                    |           |  |
| Lorgeré 9’ Oparanozie 39’ Fleury 57’ Le Garrec 78’ | Marcatori |  |

| Arbitro: | Loidon |

|  |           |                         |
|  | Marcatori | 10’, 23’ Ninot 77’ Siou |

## Statistiche

### Statistiche di squadra
| Competizione     | Punti | In casa | In casa | In casa | In casa | In casa | In casa | In trasferta | In trasferta | In trasferta | In trasferta | In trasferta | In trasferta | Totale | Totale | Totale | Totale | Totale | Totale | DR  |
| Competizione     | Punti | G       | V       | N       | P       | Gf      | Gs      | G            | V            | N            | P            | Gf           | Gs           | G      | V      | N      | P      | Gf     | Gs     | DR  |
| ---------------- | ----- | ------- | ------- | ------- | ------- | ------- | ------- | ------------ | ------------ | ------------ | ------------ | ------------ | ------------ | ------ | ------ | ------ | ------ | ------ | ------ | --- |
| Division 1       | 22    | 11      | 4       | 1       | 6       | 10      | 18      | 11           | 2            | 3            | 6            | 7            | 15           | 22     | 6      | 4      | 12     | 17     | 33     | -16 |
| Coppa di Francia | -     | 2       | 1       | 0       | 1       | 4       | 3       | 1            | 1            | 0            | 0            | 9            | 0            | 3      | 2      | 0      | 1      | 13     | 3      | +10 |
| Totale           | -     | 13      | 5       | 1       | 7       | 14      | 21      | 12           | 3            | 3            | 6            | 16           | 15           | 25     | 8      | 4      | 13     | 30     | 36     | -6  |

### Andamento in campionato
| Giornata  | 1 | 2 | 3 | 4 | 5 | 6  | 7 | 8 | 9 | 10 | 11 | 12 | 13 | 14 | 15 | 16 | 17 | 18 | 19 | 20 | 21 | 22 |
| --------- | - | - | - | - | - | -- | - | - | - | -- | -- | -- | -- | -- | -- | -- | -- | -- | -- | -- | -- | -- |
| Luogo     | T | C | T | C | C | T  | C | T | C | T  | C  | T  | C  | T  | T  | C  | T  | C  | T  | C  | T  | C  |
| Risultato | N | P | N | P | N | P  | P | V | V | P  | P  | P  | V  | P  | V  | P  | N  | V  | P  | P  | P  | V  |
| Posizione | 7 | 9 | 8 | 8 | 8 | 10 | 9 | 9 | 7 | 8  | 10 | 11 | 8  | 10 | 8  | 10 | 9  | 7  | 8  | 9  | 11 | 10 |

Legenda:

Luogo: C = Casa; T = Trasferta. Risultato: V = Vittoria; N = Pareggio; P = Sconfitta.

### Statistiche delle giocatrici
| Giocatore          | Division 1 | Division 1 | Division 1  | Division 1 | Coppa di Francia | Coppa di Francia | Coppa di Francia | Coppa di Francia | Totale   | Totale | Totale      | Totale     |
| Giocatore          | Presenze   | Reti       | Ammonizioni | Espulsioni | Presenze         | Reti             | Ammonizioni      | Espulsioni       | Presenze | Reti   | Ammonizioni | Espulsioni |
| ------------------ | ---------- | ---------- | ----------- | ---------- | ---------------- | ---------------- | ---------------- | ---------------- | -------- | ------ | ----------- | ---------- |
| L. Abadou          | 6          | 0          | 0           | 0          | -                | -                | -                | -                | 6        | 0      | 0           | 0          |
| Y. Bosseur         | -          | -          | -           | -          | 1                | 0                | 0                | 0                | 1        | 0      | 0           | 0          |
| M. Bueno           | 14         | 0          | 3           | 0          | 1                | 0                | 0                | 0                | 15       | 0      | 3           | 0          |
| N. Cheval          | 0          | 0          | 0           | 0          | 1                | 0                | 0                | 0                | 1        | 0      | 0           | 0          |
| J. Debever         | 22         | 0          | 2           | 0          | 2                | 0                | 1                | 0                | 24       | 0      | 3           | 0          |
| M. Decostere       | -          | -          | -           | -          | 1                | 0                | 0                | 0                | 1        | 0      | 0           | 0          |
| É. Dinglor         | 6          | 0          | 0           | 0          | 1                | 0                | 0                | 0                | 7        | 0      | 0           | 0          |
| J. Dolain          | 1          | 0          | 0           | 0          | -                | -                | -                | -                | 1        | 0      | 0           | 0          |
| M. Drozo           | 15         | 0          | 0           | 0          | 2                | 0                | 0                | 0                | 17       | 0      | 0           | 0          |
| S. Durand          | 22         | -33        | 0           | 0          | 2                | -3               | 0                | 0                | 24       | -36    | 0           | 0          |
| A. Fauvel          | 0          | 0          | 0           | 0          | 0                | 0                | 0                | 0                | 0        | 0      | 0           | 0          |
| L. Fleury          | 16         | 0          | 0           | 0          | 2                | 3                | 0                | 0                | 18       | 3      | 0           | 0          |
| A. Fourré          | 19         | 1          | 1           | 0          | 0                | 0                | 0                | 0                | 19       | 1      | 1           | 0          |
| E. Jézéquel        | -          | -          | -           | -          | 1                | 0                | 0                | 0                | 1        | 0      | 0           | 0          |
| A. Le Boulc'h      | -          | -          | -           | -          | 1                | 0                | 0                | 0                | 1        | 0      | 0           | 0          |
| L. Le Garrec       | 20         | 2          | 4           | 0          | 2                | 1                | 0                | 0                | 22       | 3      | 4           | 0          |
| A. Le Moguedec     | -          | -          | -           | -          | 1                | 0                | 0                | 0                | 1        | 0      | 0           | 0          |
| L. Le Moing        | 1          | 0          | 0           | 0          | -                | -                | -                | -                | 1        | 0      | 0           | 0          |
| F. Le Touze        | -          | -          | -           | -          | 1                | 0                | 0                | 0                | 1        | 0      | 0           | 0          |
| J. Lebastard       | 0          | 0          | 0           | 0          | 0                | 0                | 0                | 0                | 0        | 0      | 0           | 0          |
| C. Lorgeré         | 21         | 0          | 4           | 0          | 1                | 1                | 0                | 0                | 22       | 1      | 4           | 0          |
| F. Meffometou      | 21         | 0          | 5           | 0          | 1                | 0                | 0                | 0                | 22       | 0      | 5           | 0          |
| J. Merle           | -          | -          | -           | -          | 1                | 0                | 1                | 0                | 1        | 0      | 1           | 0          |
| S. Morin           | 19         | 1          | 0           | 0          | 0                | 2                | 0                | 0                | 19       | 3      | 0           | 0          |
| L. Ndolo Ewelé     | 2          | 0          | 0           | 0          | -                | -                | -                | -                | 2        | 0      | 0           | 0          |
| A. Ollivier        | 14         | 0          | 1           | 0          | 0                | 0                | 0                | 0                | 14       | 0      | 1           | 0          |
| D. Oparanozie      | 22         | 6          | 3           | 0          | 2                | 2                | 0                | 0                | 24       | 8      | 3           | 0          |
| I. Ou Mahi         | -          | -          | -           | -          | 1                | 1                | 0                | 0                | 1        | 1      | 0           | 0          |
| E. Palis           | 19         | 0          | 4           | 0          | 2                | 0                | 0                | 0                | 21       | 0      | 4           | 0          |
| B. Pellen          | -          | -          | -           | -          | 1                | 0                | 0                | 0                | 1        | 0      | 0           | 0          |
| M. Pervier-Arragon | 20         | 2          | 1           | 0          | 2                | 1                | 0                | 0                | 22       | 3      | 1           | 0          |
| J. Pian            | -          | -          | -           | -          | 1                | 0                | 0                | 0                | 1        | 0      | 0           | 0          |
| S. Rissoan         | -          | -          | -           | -          | 1                | 0                | 0                | 0                | 1        | 0      | 0           | 0          |
| F. Robert          | 18         | 3          | 1           | 0          | 2                | 3                | 0                | 0                | 20       | 6      | 1           | 0          |